# Heinz Wittig (Politiker)
Heinz Wittig (* 2. März 1921 in Kauern; † 14. September 1989) war ein deutscher SED-Funktionär.

## Leben
Wittig, Sohn eines Maurers und einer Landarbeiterin, lernte nach der Volksschule zwischen 1935 und 1938 ebenfalls Maurer. Anschließend war er im Beruf tätig und leistete von 1939 bis 1945 Kriegsdienst bei der Wehrmacht. 
Zusammen mit seinem Vater übernahm er 1945 eine sechs Hektar große Neubauernwirtschaft in Kauern. Seit 1965 staatlich geprüfter Landwirt qualifizierte sich Wittig 1969 zum Agraringenieur. Im Jahr 1945 trat er der SPD bei und wurde 1946 mit der Zwangsvereinigung von SPD und KPD Mitglied der SED. Von 1946 bis 1956 war er Mitglied der SED-Kreisleitung Gera. Zwischen 1948 und 1953 war er Bürgermeister in Kauern und initiierte dort im Juli 1952 die Gründung der LPG „Wilhelm Pieck“, der ersten im Bezirk Gera. Von 1953 bis 1963 war er Vorsitzender der LPG, einer der leistungsstärksten und bekanntesten LPG der DDR. Ab 1954 war er Mitglied  der SED-Bezirksleitung Gera, von 1956 bis 1960 Kandidat, von 1960 bis 1962 Mitglied ihres Büros. Von März 1963 bis 1986 fungierte er als Vorsitzender des Bezirkslandwirtschaftsrates bzw. als Stellvertreter des Vorsitzenden des Rates des Bezirkes Gera für Land-, Forst- und Nahrungsgüterwirtschaft. Von März 1967 bis März 1976 war er auch Mitglied des Sekretariats der SED-Bezirksleitung Gera, blieb dann bis zu seinem Tod Mitglied der Bezirksleitung. Von November 1971 bis Juni 1986 war er Abgeordneter des Bezirkstages Gera.
Auf dem V. Parteitag der SED im Juli 1958 wurde er zum Kandidaten und am 23. Mai 1959 von der 5. ZK-Tagung zum Mitglied des ZK der SED gewählt. Am 27. Februar 1966 erfolgte auf dem IX. Deutschen Bauernkongress seine Wahl in den Landwirtschaftsrat der DDR. Ab 1968 war er Mitglied des Rates für landwirtschaftliche Produktion und Nahrungsgüterwirtschaft der DDR. Im März 1986 trat Wittig in den Ruhestand. Im April 1986 war er als Parteiveteran Delegierter des XI. SED-Parteitages, wurde jedoch nicht wieder in das ZK gewählt.

## Auszeichnungen
- Ehrentitel Meisterbauer (1955)
- Nationalpreis der DDR, III. Klasse (1959)
- Vaterländischer Verdienstorden in Bronze (1963) und in Gold (1981), Ehrenspange zum Vaterländischen Verdienstorden (1986)
- Karl-Marx-Orden (1972)
- Ehrentitel Verdienter Genossenschaftsbauer der Deutschen Demokratischen Republik (1978)